# Rubalcaba
|  | Si cerqueu altres usos, vegeu Alfredo Pérez Rubalcaba. |

Rubalcaba és un poble de Cantàbria (Espanya) pertanyent al municipi de Liérganes, i cognom procedent del mateix. Rubalcaba dista dos quilòmetres de Liérganes ia 2008 tenia censats 156 habitants. Disposa d'un conjunt arquitectònic barroc d'interès on és emmarcable la casa de Miera-Rubalcaba. A la muralla d'aquesta finca es troba el creuer conegut com la Creu de Rubalcaba, construït a 1712 i declarat Bé d'Interès Cultural el 1994.Posseeix també l'església de Santa Maria de la Blanca.
Rubalcaba era el poble de referència dels habitants de les Capçaleres de Liérganes, paratge marginal de població dispersa situat en els alts propers a Penya Pelada, que marca el límit aigües avall de l'encaixonada vall alta de la Riu Miera .